# Gänsefuß-Blütenspanner
Der Gänsefuß-Blütenspanner (Eupithecia sinuosaria) ist ein Schmetterling (Nachtfalter) aus der Familie der Spanner (Geometridae). Unter dem früher zuweilen verwendeten Namen „Melden-Blütenspanner“ wird inzwischen der Blütenspanner Eupithecia simpliciata geführt.

## Merkmale

### Falter
Die Flügelspannweite der Falter beträgt 15 bis 20 Millimeter. Die schmalen Vorderflügel besitzen eine hellbraune Grundfarbe mit einer dunkelbraunen, an der Costa breit beginnenden, sich quer über den gesamten Flügel erstreckenden und sich gegen den Innenrand verjüngenden Binde. Im äußeren Saumfeld befindet sich ein tiefbraunes dunkles Feld, das bis zur Spitze reicht. Durch diese sehr charakteristischen Zeichnungen ist die Art gut von anderen Blütenspannern zu unterscheiden. Die Hinterflügel sind fast zeichnungslos einfarbig hellgrau.

### Ei, Raupe, Puppe
Das Ei ist zunächst dottergelb, länglich und oval, später braungrau. Die Raupe ist meist matt grün gefärbt und besitzt auf der Afterklappe einen rötlichen Fleck. Zuweilen sind der Rücken und die Seiten weinrot gefärbt. Die Puppe ist hell rotbraun und hat grünliche Flügelscheiden. Am Kremaster befinden sich je vier kürzere und längere Hakenborsten.

## Synonyme
- Tephroclystia sinuosaria

## Vorkommen
Beim Gänsefuß-Blütenspanner handelt es sich ursprünglich um eine russisch-asiatische Art. Zur Mitte des zwanzigsten Jahrhunderts tauchte sie vermehrt im Osten Deutschlands auf und breitete sich schnell Richtung Westen und Süden aus. Diese Ausbreitung dürfte auch damit zusammenhängen, dass es nach Ende des Zweiten Weltkrieges in vielen Gebieten Schutthalden und Trümmerfelder gab, auf denen sich Gänsefüße (Chenopodium), die Hauptnahrungspflanze der Raupen, schnell und üppig ausbreitete. Inzwischen besiedelt die Art weite Teile Mitteleuropas, ist in Deutschland in fast allen Bundesländern bodenständig und kommt auf Ödländereien und Schuttplätzen teilweise zahlreich vor.

## Lebensweise
Die Raupen ernähren sich von den Blüten der Gänsefüße (Chenopodium) und der Melden (Atriplex). Sie treten im Juli und August auf. Die Puppen überwintern. Die nachtaktiven Falter, die auch künstliche Lichtquellen besuchen, fliegen von Anfang Juni bis Anfang August.

## Gefährdung
In Deutschland kommt die Art in fast allen Bundesländern vor und gilt nicht als akut gefährdet.